# Andhra Pradesh Pollution Control Board
L'Andhra Pradesh Pollution Control Board est une organisation du gouvernement de l'Andhra Pradesh.
Il a été créé le 24 janvier 1976 pour contrôler la pollution de l'eau dans l'Andhra Pradesh. La responsabilité supplémentaire de contrôler la pollution de l'air lui a été confiée en 1981.